# Red Dragon (gra internetowa)
Red Dragon – komputerowa gra strategiczna rozgrywana w przeglądarce internetowej. W Czechach wersja beta gry wystartowała w kwietniu 2001 roku, a w Polsce w październiku 2002 roku. Obie wersje  po pewnym czasie zaczęły różnić się od siebie. Nie chodziło wyłącznie o mechanikę gry, lecz także kwestię płatności. Licencja na polską wersję po pewnym czasie została wykupiona przez polskiego gracza-programistę, który zdecydował się na inne podejście do sprawy płatności. Obecnie każdy może bezpłatnie założyć jedno konto i grać jednym bezpłatnym księstwem. Płaci się dopiero za kolejne założone księstwa. Za realne pieniądze można też wykupić udogodnienia (tzw. Luksusy), które służą poprawieniu wygody gry, ale nie dają żadnej realnej przewagi nad innymi graczami. Jest to jedna z największych zalet obecnego systemu płatności.
Do roku 2004 istniała też wersja gry przeznaczona na rynek węgierski, która jednak po burzliwych dziejach i braku opieki została zamknięta.
Popularność RedDragona spowodowała powstanie darmowego klonu gry – World of Dragons. Klon ten nie zyskał jednak na popularności (pomimo iż oryginał był wówczas płatny) i strona gry została zlikwidowana.
RedDragon doczekał się już komiksu osadzonego w realiach gry – Przypadki Rednerała.

## Rozgrywka
Gracze i ich państwa łączą się w tzw. Koalicje (maksymalnie 17 państw na serwerze polskim, 16 na czeskim). Ich celem jest postawienie Pałacu Sądu Ostatecznego, który, jak może wskazywać sama nazwa, jest najważniejszy w całej grze. Jego postawienie przez kogokolwiek wiąże się z zakończeniem całej ery i Armagedonem – wyzerowaniem wszystkich księstw (trzeba założyć je od początku). Koalicja, która zakończy erę postawieniem Pałacu zostaje wpisana do Panteonu zwycięzców, a gracze zapamiętani na długo jako ci, którzy najlepiej opanowali sztukę gry. Środkiem do osiągnięcia tego ostatecznego celu jest wygrywanie jak największej ilości wojen i zagrabienie jak najwięcej akrów ziemi. Ważne jest też pozyskiwanie sojuszników, którzy w trudnych chwilach mogą pomóc. Dobre przygotowanie wiąże się z jak najlepszym rozwojem ekonomicznym, technologicznym i dyplomatycznym. Historia RedDragona pełna jest opowieści o zdradach ale i o poświęceniu sojuszników.

### Czas
Dzieli się na kilka płaszczyzn. Era, przeliczenie i tura. Każde księstwo posiada odpowiednią liczbę tur, które gracz może wykorzystać. Co turę przybywają mieszkańcy, z manufaktur surowce, druidzi tworzą energię, alchemicy złoto itd. Tury odnawiają się codziennie o 5 rano i ten moment nazywany jest przeliczeniem. W trakcie przeliczenia przygotowane wcześniej manewry wojskowe, złodziejskie i magiczne dają efekt. Niewykorzystane tury przechodzą do następnego przeliczenia (maksymalnie 61 tur u Goblinów, 49 tur u innych ras). Gra w takim trybie toczy się, aż zostanie zbudowany najważniejszy budynek w grze – Pałac Sądu Ostatecznego. Wtedy era kończy się i rozpoczyna się następna. Jedna era trwa zwykle około 4 miesięcy. Każda era ma swoją nazwę (np. Era Labiryntu, Krwawego Księżyca) wskazująca na motyw przewodni dokonanych przez administratorów zmian (tj. wprowadzenie bądź usunięcie danej rasy, dodatków, zmiany w sile jednostek). Podczas trwania ery zmiany są szeroko komentowane przez społeczność – głównie pod kątem zachowania ich na dalsze ery, bądź ich odrzucenia.

### Przebieg gry
Każdego dnia gracz rozbudowuje swoje państwo. Buduje warsztaty, cechy, manufaktury, uniwersytety oraz domy. Przybywają ludzie, którzy chcą się osiedlić w państwie (lub odchodzą, jeśli gracz nie zapewni im na przykład wystarczających zarobków). Ziemię można zdobywać kupując ją lub odbierając siłą w czasie wojny. Każda z ras ma własny sposób walki. Jedne budują machiny oblężnicze i zastępy żołnierzy, inne wysyłają armie szkolonych wcześniej złodziei, aby wyniszczyć wroga od podstaw. Inne znowu zbierają magów i potężnymi czarami pustoszą nieprzyjacielskie państwa. Dzięki grupowaniu się księstw w koalicje możliwe jest kompleksowe używanie każdej z trzech podstawowych sił w grze – wojska, złodziei i magii. W grze liczą się umiejętności oraz taktyka (przewidzenie ruchów przeciwnika, podjęcie ryzyka), a bardzo często po prostu szczęście (dzięki temu nie mamy pewności, co stanie się w trakcie przeliczenia: czy nasze ataki się powiodą, czy ktoś nas zaatakuje z zasadzki).

## Społeczność
Społeczność gry zaprezentowała się podczas targów Poznań Game Arena organizując dwa turnieje i prezentację.